# Peter Carey
Peter Philip Carey (n. 7 mai 1943, Bacchus Marsh, Victoria, Australia) este un romancier australian.
A locuit în Melbourne, Londra și Sydney. În prezent locuiește în New York.

## Premii
Carey a câștigat numeroase premii literare, printre care:
| The Booker Prize                                            | Illywhacker, finalist în 1985; Oscar and Lucinda, 1988; True History of the Kelly Gang, 2001; Theft: A Love Story, nominalizat în 2006. Peter Carey și J M Coetzee sunt singurii scriitori ce au câștigat împreună The Booker Prize. |
| The Miles Franklin Award                                    | Bliss, 1981; Oscar and Lucinda, 1989; Jack Maggs, 1998; True History of the Kelly Gang, finalist în 2001; Theft: A Love Story, finalist în 2007                                                                                      |
| The Age Book of the Year Award                              | Illywhacker, 1985; The Unusual Life of Tristan Smith, 1994; Jack Maggs, 1997 |
| The Commonwealth Writers Prize                              | Jack Maggs, 1998; True History of the Kelly Gang, 2001 |
| New South Wales Premier's Literary Award                    | War Crimes, 1980; Bliss, 1982 |
| NBC Banjo Award                                             | Bliss, 1982; Illywhacker, 1985; Oscar and Lucinda, 1989 |
| FAW Barbara Ramsden Award                                   | Illywhacker, 1985 |
| Victorian Premier's Literary Award                          | Illywhacker, 1986 |
| Townsville Foundation for Australian Literary Studies Award | Oscar and Lucinda, 1988 |
| South Australia Festival Award                              | Oscar and Lucinda, 1990 |
| Ditmar Award for Best Australian Science Fiction Novel      | Illywhacker, 1986 |

### Romane
- Bliss (1981)
- Illywhacker (1985)
- Oscar and Lucinda (1988)
- The Tax Inspector (1991)
- The Unusual Life of Tristan Smith (1994)
- Jack Maggs (1997)
- True History of the Kelly Gang (2000)
- My Life as a Fake (2003)
- Theft: A Love Story (2006)
- His Illegal Self (2008)

### Cărți pentru copii
- The Big Bazoohley (1995)

### Colecții de nuvele
- The Fat Man in History (1974)
- War Crimes (1979)
- Exotic Pleasures (1990)
- Collected Stories (1994)

### Nuvele
- Peeling
- American Dreams
- Do You Love Me?
- Crabs
- Room No. 5 (Escribo)
- Report on the Shadow Industry
- The Chance
- Exotic Pleasures
- Nature of Blue
- The Last Days of a Famous Mime

### Non-ficțiune
- A Letter to Our Son (1994)
- 30 Days in Sydney: A Wildly Distorted Account (2001)
- Letter From New York (2001)
- Wrong about Japan (2005)